# 福井鐵道
福井鐵道株式會社（日语：／）是一家總部位於日本福井縣越前市的公司。該公司主要營運於福井縣內的巴士與鐵路業務。公司簡稱福鐵。

## 歷史
- 1945年8月1日：福武電氣鐵道株式會社與鯖浦電氣鐵道株式會社合併，福井鐵道株式會社成立[1][3]。
- 1948年8月：收購合併中部乘合自動車株式會社。
- 1953年12月：收購合併敦賀乘合株式會社。
- 1960年：收購合併三方交通株式會社。
- 1963年5月：名古屋鐵道開始投入資本[4]。
- 1973年9月29日：鯖浦線全線廢止[5][6]。
- 1981年4月1日：南越線全線廢止[5][6]。
- 1988年：

- 7月20日：開設高速巴士名古屋線（北陸道特急巴士），行走於福井至名古屋之間。
- 12月：引入巴士位置系統。

- 1989年5月2日：開設高速巴士東京線（Dream福井號），行走於福井至東京之間。
- 1990年10月：開設高速巴士大阪線，行走於福井至難波之間。
- 1993年4月：高速巴士大阪線暫停服務。
- 2003年9月：開設高速巴士大阪線（若狹Liner），行走於小濱至大阪之間。
- 2005年6月：紀念成立60周年，更換了「FUKUTETSU」標識，以符合名鐵的準則。
- 2006年11月1日：開設高速巴士東京線日行班次（日間特急），行走於福井至東京之間。
- 2007年12月22日：開設高速巴士大阪（梅田）線，行走於福井至大阪（阪急梅田）之間。
- 2008年12月29日：最大股東名古屋鐵道（擁有33.36%股份）把所有股份轉讓給沿線的支援團體，取消與福鐵的資本關係。同時脫離名鐵集團[7][8]。
- 2009年2月24日：基於地域公共交通活性化法（日语：地域公共交通活性化法），福井鐵道成為「鐵道事業再構築實施計劃」的公司[9]。
- 2011年：

- 4月1日：把4間子公司社收購合併。也同時收購若越商事（株）、武生的士（株）、中部自動車興業（株）和（株）福鐵觀光社。
- 7月：若越商事改公司名為福鐵商事。

- 2013年3月31日：福武線引入新型低地台電車F1000形「FUKURAM」（日语：福井鉄道F1000形電車）。後來於2015年再引入1列電車，在2016年再引入2列電車，共有4列電車。
- 2016年3月27日：「鳳凰田原町線」開業，福武線越前武生站至越前鐵道三國蘆原線鷲塚針原之間開設直通運轉班次[10]。同時，福井站前電車站遷移至福井站西口廣場[11][12]。
- 2018年8月8日：在大和運輸的提攜下，開設客貨混載的巴士班次，行走於越前武生至稻荷之間[13][14]。
- 2019年11月8日：福井銀行（日语：福井銀行）和福井新聞社（日语：福井新聞）發行了電子支付「JURACA」IC卡，開始在福武線上試驗，同年11月20日實施[15][16][17]。
- 2025年3月：可以使用ICOCA為主導的交通系IC卡全國通用服務[18]。

## 巴士事業
福鐵設有一般巴士路線業務、高速巴士路線和租賃巴士業務。巴士業務會以福鐵巴士和福鐵觀光的名稱營運。
在一般巴士路線中，包括設有在越前市、鯖江市等福井縣嶺北南部的路線，以及敦賀市等福井縣嶺南東部的路線。也設有與鐵路事業福武線並行，行走於福井市中心的路線和於大飯郡大飯町的路線。另外，在這些地區部分自治體委托了福鐵負責行走社區巴士。

### 巴士營業所
- 嶺北營業所（地址：越前市北府二丁目6番4號）
- 福井營業所（地址：福井市主計中町9番11號之2）
- 嶺南營業所（地址：敦賀市中44番21號之3）
- 小濱管理所（地址：小濱市千種一丁目8番15）

### 高速巴士路線

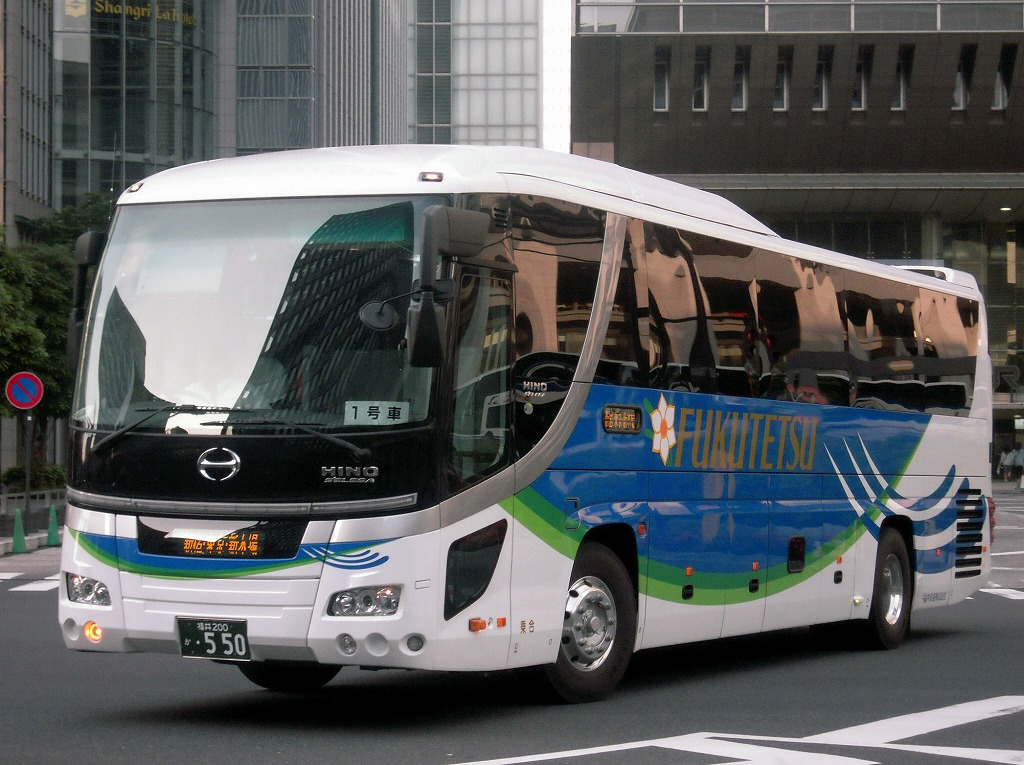
Dream福井號（日野 S'elega）

※有關路線途經地方，參見各路線條目，<>內為聯營公司
- 北陸道特急巴士（日语：北陸道特急バス）（名古屋⇔福井）<京福巴士（日语：京福バス）、JR東海巴士、名鐵巴士（日语：名鉄バス）>
- Dream福井號（日语：ドリーム福井号） <京福巴士、JR巴士關東>
- 福井 - 東京線「日行特急」（日语：ドリーム福井号） <京福巴士>
- 福井 - 大阪（梅田）線（日语：福井 - 大阪線） <京福巴士、阪急觀光巴士（日语：阪急観光バス）>

#### 高速巴士路線（廢止路線）
- 若狹Liner（日语：わかさライナー） （小濱 - 大阪線）<近畿巴士（日语：近鉄バス）>
- 福井 - 小濱線
- 福井 - 大阪（難波）線（日语：福井 - 大阪線） <京福電氣鐵道（日语：京福バス）、南海電氣鐵道（日语：南海バス）（廢止當時的聯營公司）>
- 小松機場聯絡巴士（日语：小松空港連絡バス） <京福利木津巴士（日语：京福リムジンバス）>（2013年3月31日起改變由京福利木津巴士單獨運行）

### 一般巴士路線

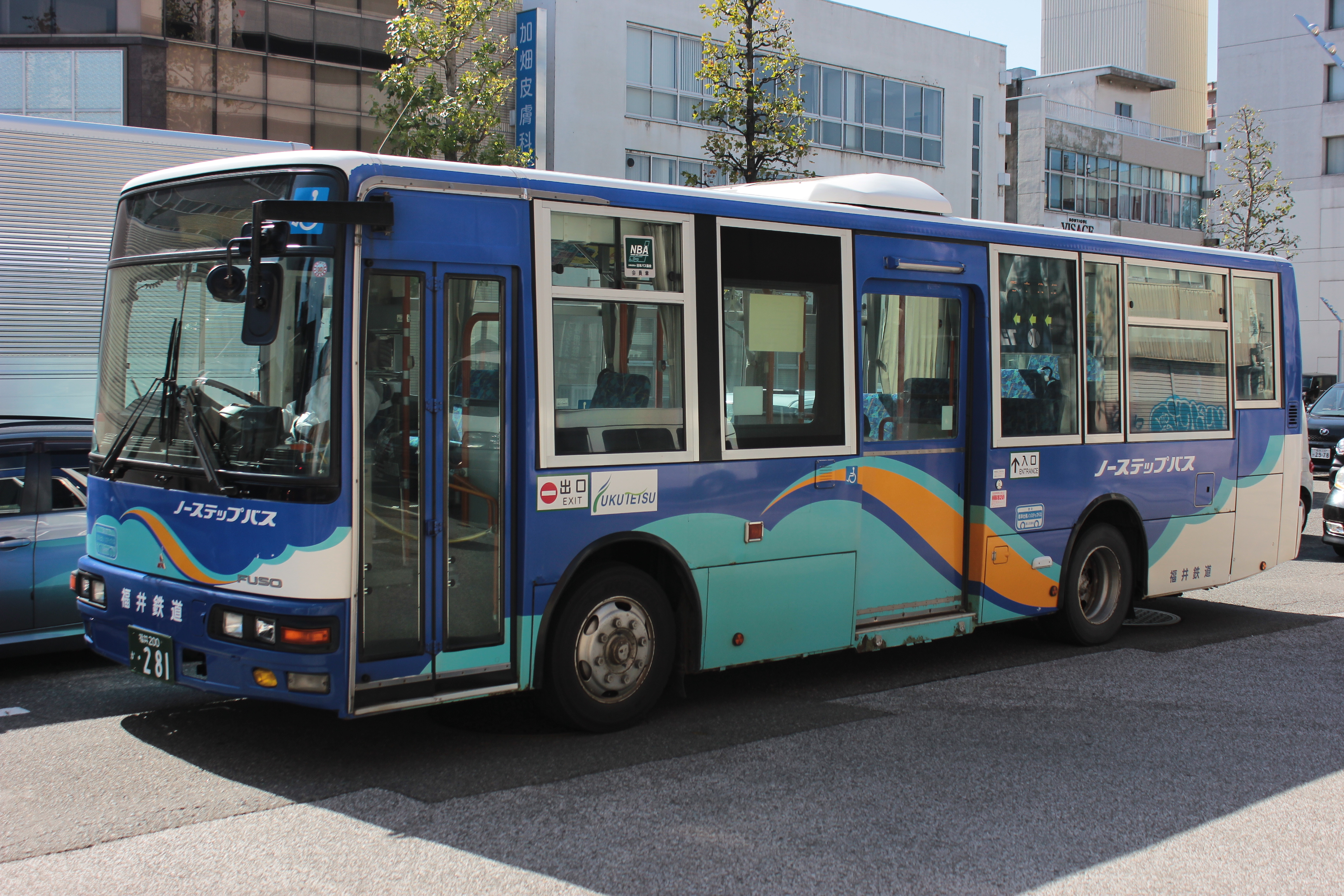
一般巴士路線（現時塗裝，三菱扶桑MK）

#### 越前市路線
截至2019年10月1日時間表修下，設有以下路線。當中「…」區間為自由上落車區間（在巴士站外也可上下車）。
- 武生越前海岸線：
  - 武生新站 - JR武生站前 - 越前市政廳前 - 武生口 - 八田（以後的地方位於越前町） - 織田（日语：織田バスターミナルセンター） - 梅浦 - 道之驛「越前」（日语：道の駅越前） - 鰈崎
  - 武生新站 - JR武生站前 - 越前市政廳前 - 武生口 - 安養寺 - 織田（以後的地方位於越前町） - 梅浦 - 左右 - 越前岬（日语：越前岬）
- 王子保、河野線：武生新站 - JR武生站前 - 越前市政廳前 - 櫻町 - JR王子保站 - 櫻橋（以後的地方位於南越前町） … 河野 … 糠長島
- 白山線：武生新站 - JR武生站前 - 越前市政廳前 - 櫻町 - 紫式部公園口（日语：紫式部公園） - 白山神社前 … 千合谷
- 池田線：
  - ＜前往金谷的班次＞武生新站 - JR武生站前 - 越前市政廳前 - 村國、三中前 - 武生高校前（日语：福井県立武生高等学校） - 武生東高校（日语：福井県立武生東高等学校） - 粟田部 - 定友町 - 岡本小學前 - 和紙之里 - 岡本小學前 - 今立綜合分所前 - 戶板 … 清水谷（以後的地方位於池田町） … 稻荷 … 荒谷 … 魚見 … 金谷
  - ＜前往魚見的班次＞武生新站 - JR武生站前 - 越前市政廳前 - 村國 - 武生高校前 - 武生東高校 - 粟田部 - 今立綜合分所前 - 戶板 … 清水谷（以後的地方位於池田町） … 稻荷 … 荒谷 … 魚見
  - ＜前往武生新站的班次＞金山 … 魚見 … 荒谷 … 稻荷 … 清水谷（以前的地方位於池田町） … 戶板 - 今立綜合分所前 - 定友町 - 岡本小學前 - 和紙之里 - 岡本小學前 - 今立中央醫院前 - 粟田部 - 武生東高校 - 武生高校前 - 村國 - 越前市政廳前 - JR武生站前 - 武生新站
  - ＜前往武生新站的班次＞魚見 … 荒谷 … 稻荷 … 清水谷（以前的地方位於池田町） … 戶板 - 今立綜合分所前 - 今立中央醫院前 - 粟田部 - 武生東高校 - 武生高校前 - 村國 - 越前市政廳前 - JR武生站前 - 武生新站
    - 魚見到發的班次不途經定友町、岡本小學前和和紙之里。
- 入谷線：武生新站 - JR武生站前 - 越前市政廳前 - 問屋中心前 - 仁愛大學前 - 味真野神社前 … 入谷 … 魚見（以後的地方位於池田町） … 荒谷 … 池田分校 
  - 在2019年10月1日實施時間表修正，池田線改為途經稻荷前往魚見或金谷，與途經仁愛大學的入谷線分離系統。
  - 從武生新站出發的1班日行班次中，會載有大和運輸的「宅急便」，實行客貨混載。貨物會從大和運輸芝原中心起載，在稻荷巴士站中轉移至大和運輸的配送車[13][14]。
- 南越線
  - ＜前往和紙之里＞SIPY（日语：シピィ） - 武生口 - 武生新站 - JR武生站前 - 武生市政廳前 - 村國、三中前 - 武生高校前 - 國高 - 武生東高校 - 粟田部 - 定友町 - 岡本小學前 - 和紙之里
  - ＜前往SIPY＞和紙之里 - 岡本小學前 - 今立中央醫院前 - 武生東高校 - 國高 - 村國、三中前 - 武生高校校門前 - 武生新站 - JR武生站 - 越前市政廳前 - 武生口 - SIPY
    - 在2017年3月30日前，前往和紙之里的班次會途經今立綜合分所前，並以赤坂為終點站。在翌日4月1日起，前往赤坂的班次延伸至北中山公民館，並駛入鯖江市。和紙之里更遠的區間於2019年9月30日廢止。

#### 鯖江市路線
- 鯖浦線：JR北鯖江站 - Al Plaza鯖江（不經朝方） - 神明站 - 小泉 - 西田中（日语：西田中バスターミナル）（以後的地方位於越前町） - 新樫津 - 織田 - 梅浦 - 鰈崎
  - 2017年4月1日起，延伸至JR北鯖江站～神明站之間。

#### 福井市路線
- 福浦線：田原町 - 福井站 - 紅十字醫院（日语：福井赤十字病院） - Bell前（日语：ショッピングシティベル） - 足羽 - 淺水站前 - 三十八社口 - 石田（鯖江市） - 西田中（日语：西田中バスターミナル）（以後的地方位於越前町） - 丹生高校前（日语：福井県立丹生高等学校） - 青野 - 織田 - 梅浦 - 鰈崎
- 紅十字醫院線（合乘的士）：紅十字前站 - 紅十字醫院
- 清明循環線：
  - 清明南路線 : Bell前 - 元氣之鄉 - 杉谷口 - 淺月苑 - 清明小學（日语：福井市清明小学校）前 - 元氣之鄉 - Bell前
  - 清明南路線（途經2次清明公民館） : Bell前 → 元氣之鄉 → 清明公民館 → 杉谷口 → 淺月苑 → 清明小學前 → 清明公民館 → 元氣之鄉 → Bell前
  - 大島、下荒井路線 : Bell前 - 元氣之鄉 - 櫻千壽醫院 - 清明小學前 - 縣住下荒井團地 - 大島二丁目 - Bell前
  - 江端路線 : Bell前 - 江端保育園前 - 江端站東出口 - 櫻千壽醫院 - 清明公民館 - 元氣之鄉 - Bell前
- 麻生津循環線：
  - 杉之木台路線（繞經足羽高校） : 淺水站前 → 足羽高校（日语：福井県立足羽高等学校） → 冬野口 → 冬野 → 上杉之木台 → 三十八社 → 森行口 → 淺水站前
  - 杉之木台路線（繞經花守町） : 淺水站前 - 花守町 - 三尾野町 - 上杉之木台 - 三十八社 - 森行口 - 淺水站前
  - 杉之木台路線（繞經冬野口） : 淺水站前 - 冬野口 - 冬野 - 上杉之木台 - 三十八社 - 森行口 - 淺水站前
  - 杉之木台路線（足羽高校穿梭） : 淺水站前 - 足羽高校
  - 青葉台路線 : 淺水站前 - 冬野 - 中杉之木台 - 三十八社 - 福井高地 - 淺水站前
  - 江尻丘路線 : 淺水站前 - 淺水 - 三十八社 - 江尻丘 - 上杉之木台 - 冬野口 - 淺水站前
  - 角原路線 : 淺水站前 - 大土呂 - 德尾 - 森行 - 福井高地 - 淺水站前

#### 敦賀市路線
- 若狹線：敦賀站 - 氣比神宮前 - 敦賀醫院（日语：市立敦賀病院）前 - 昭和町 - 國立醫院（日语：国立病院機構敦賀医療センター） - 美濱站前（美濱町）
- 菅濱線：敦賀站 - 氣比神宮前 - 昭和町 - 國立醫院 - 水晶濱海灘（日语：水晶浜海水浴場）（以後的地方位於美濱町） - 丹生 - 白木（敦賀市）
- 渡輪線：敦賀驛 - 渡輪總站（直達新日本海渡輪（日语：新日本海フェリー））

#### 大飯町路線
- 本鄉線：
  - 本鄉町公所前 - 本鄉站前 - 本鄉大橋 - 和美 - 大飯中學 - 笹谷 - 石山 - 川上 - 子生谷
  - 本鄉町公所前 - 本鄉站前 - 和美 - 大飯中學 - 笹谷 - 石山 - 川上
  - 本鄉町公所前 - 本鄉站前 - （直行） - 大飯中學 - 笹谷 - 石山 - 川上
- 大島線：
  - 大飯中學 - 和美 - 本鄉大橋 - 本鄉站前 - 大飯町公所前 - 鹽濱海灘前
  - 和美 - 本鄉站前 - 大飯町公所前 - 鹽濱海灘前（不經本鄉大橋）
  - 本鄉站前 - 大飯町公所前 - 鹽濱海灘前

### 社區巴士
※有關路線途經地方，參見各路線條目。
現時
- 敦賀市社區巴士 - 只負責部分路線
- 越前市市民巴士「Norossa」 - 只負責部分路線
- 友好號 - 只負責部分路線

過去
- 微笑巴士 - 大飯町社區巴士委托福井鐵道負責行走（2012年廢止）

### 車輛
在名鐵集團時代起，一般巴士、高速巴士和租賃巴士長年使用三菱扶桑的巴士。截至2020年尾，開始擁有日野汽車和五十鈴車輛。
在一般巴士路線車輛自從1990年代後期起積極地引入低地台巴士。在2000年引入無台階巴士。
車身顏色使用了名鐵集團的紅色和白色。引入無台階巴士時，這些巴士顏色使用了藍色和雲形狀的圖像。另外，無台階巴士的車身會印上了「無台階巴士」的日文文字，現時「無台階巴士」的車身文字會印在不同位置。

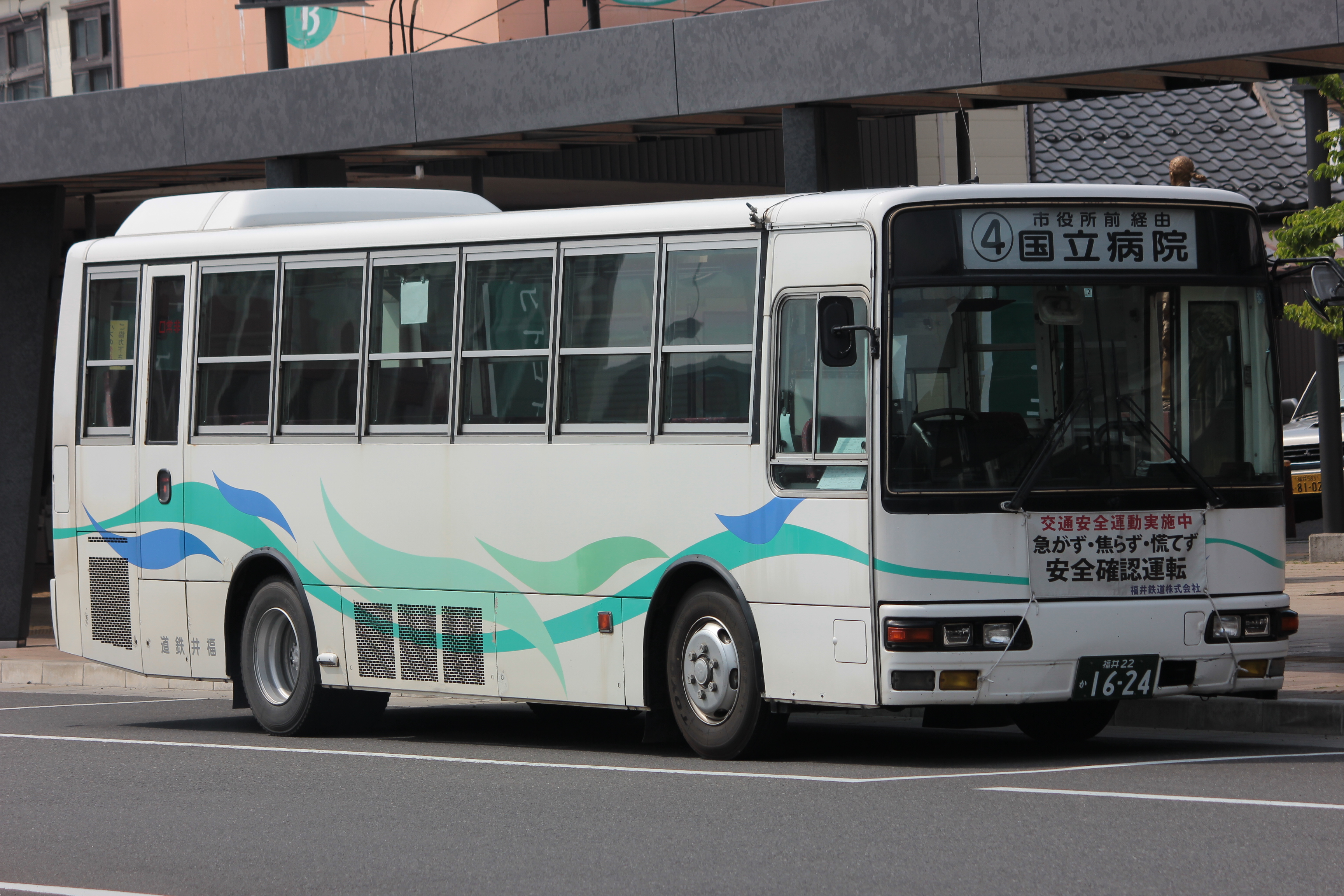
中型一梯級巴士（舊顏色）
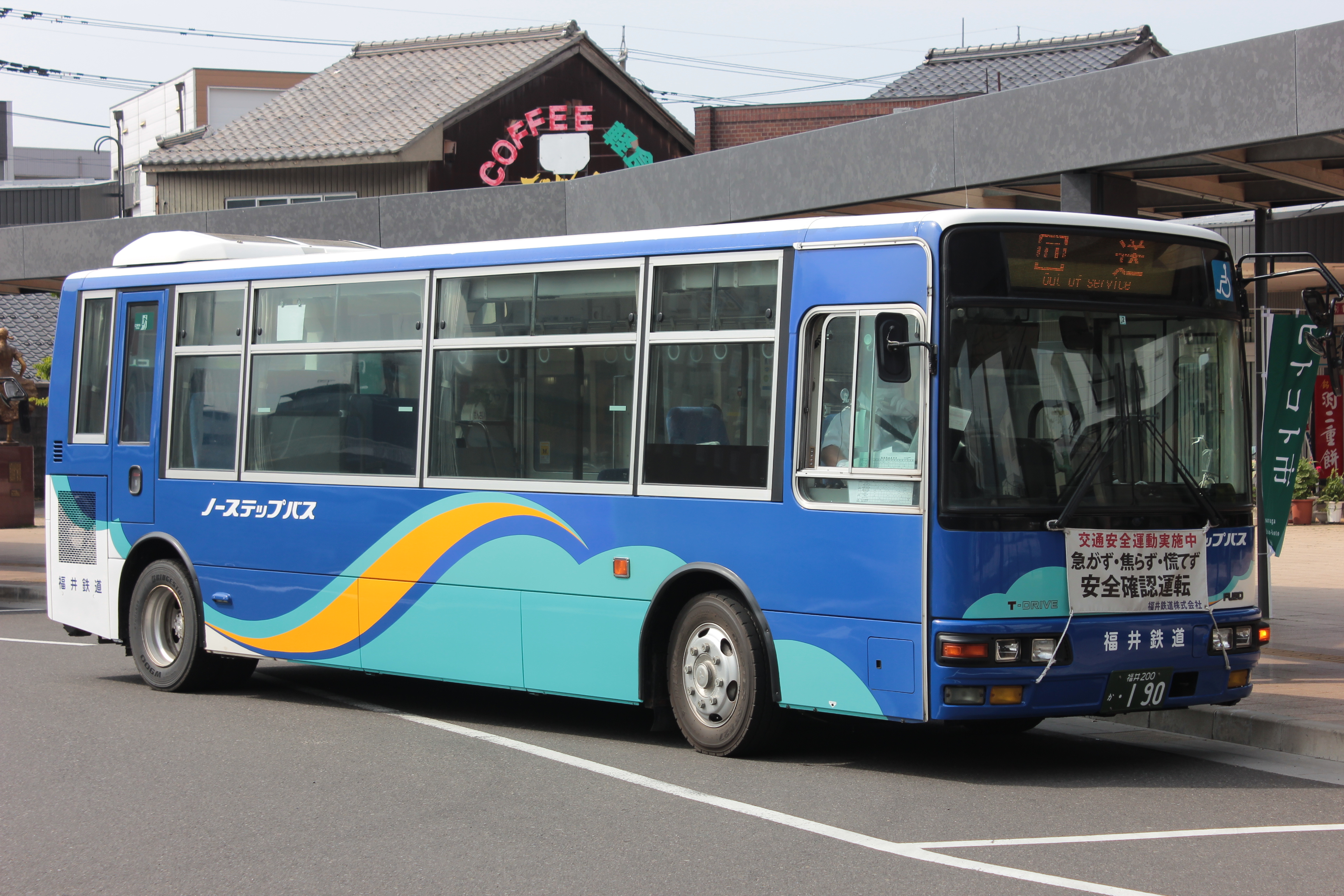
中型無台階巴士（標記了無台階巴士）

## 鐵路事業

路線圖

福井鐵道現時只有1條鐵路線，該路線原本是福武電氣鐵道連接越前武生至福井市內的福武線。另外設有原本是鯖浦電氣鐵道，行走於水落至織田之間的鯖浦線，和原本是武岡輕便鐵道（後來為武岡鐵道、南越鐵道，再後來與福武電氣鐵道合併），行走於社武生至粟田部至戶之口之間的南越線。在1973年鯖浦線廢止，在1981年南越線廢止。由於福井鐵道近年的經營狀況惡劣，因此福井鐵道發售企劃車票、開設活動列車、與沿線自治體合作，以及吸引觀光客前往當地，另外加設新站和設置泊車轉乘停車場，目標使客量增加。

### 現時路線
| 中文線名 | 日文線名 | 起點   | 終點   | 距離（公里） |
| -------- | -------- | ------ | ------ | ------------ |
| 福武線   |          | 武生新 | 田原町 | 21.5         |

### 廢止路線
- 鯖浦線
- 南越線

### 車輛

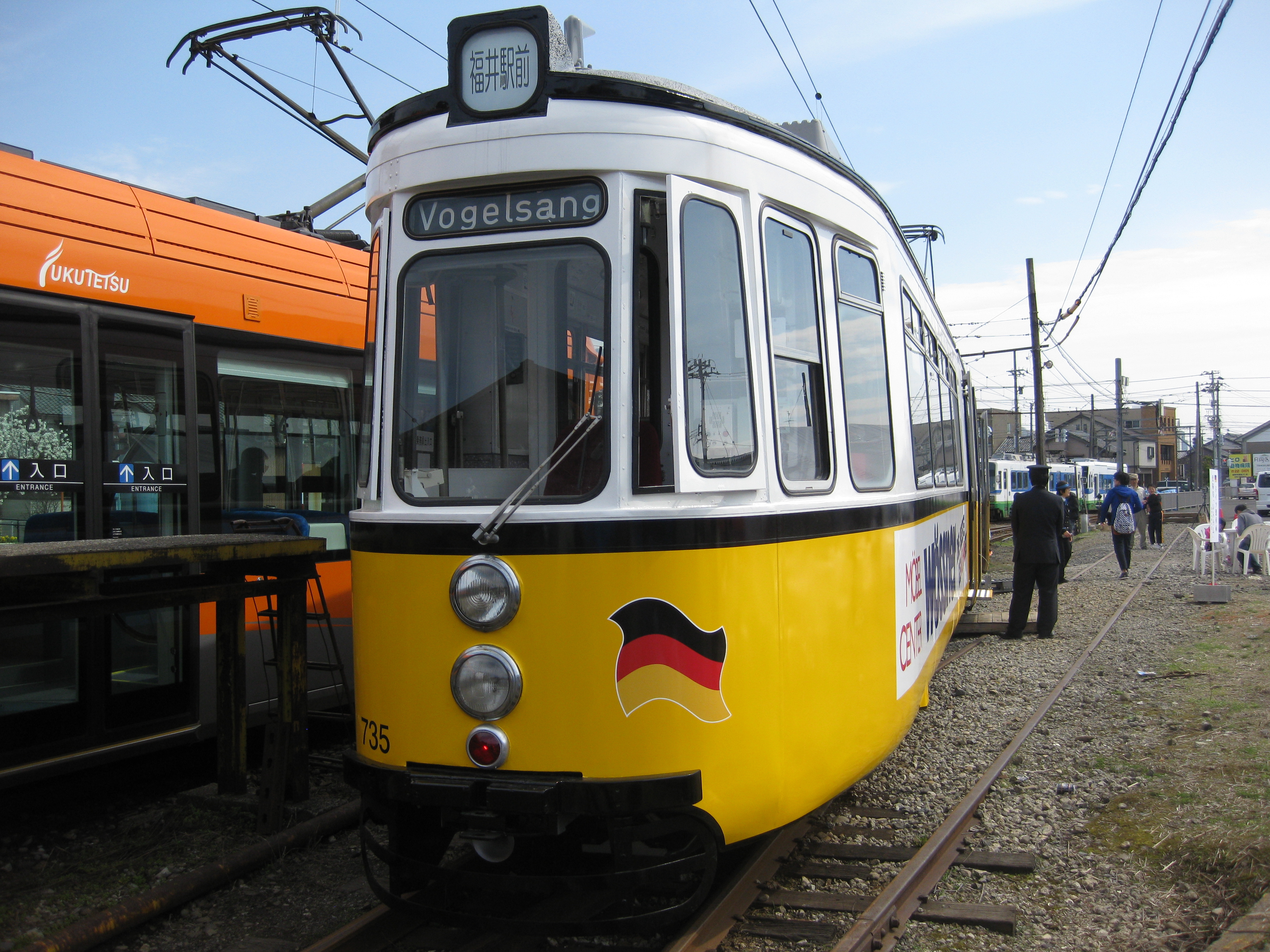
在2014年開始投入服務的F10形車辆

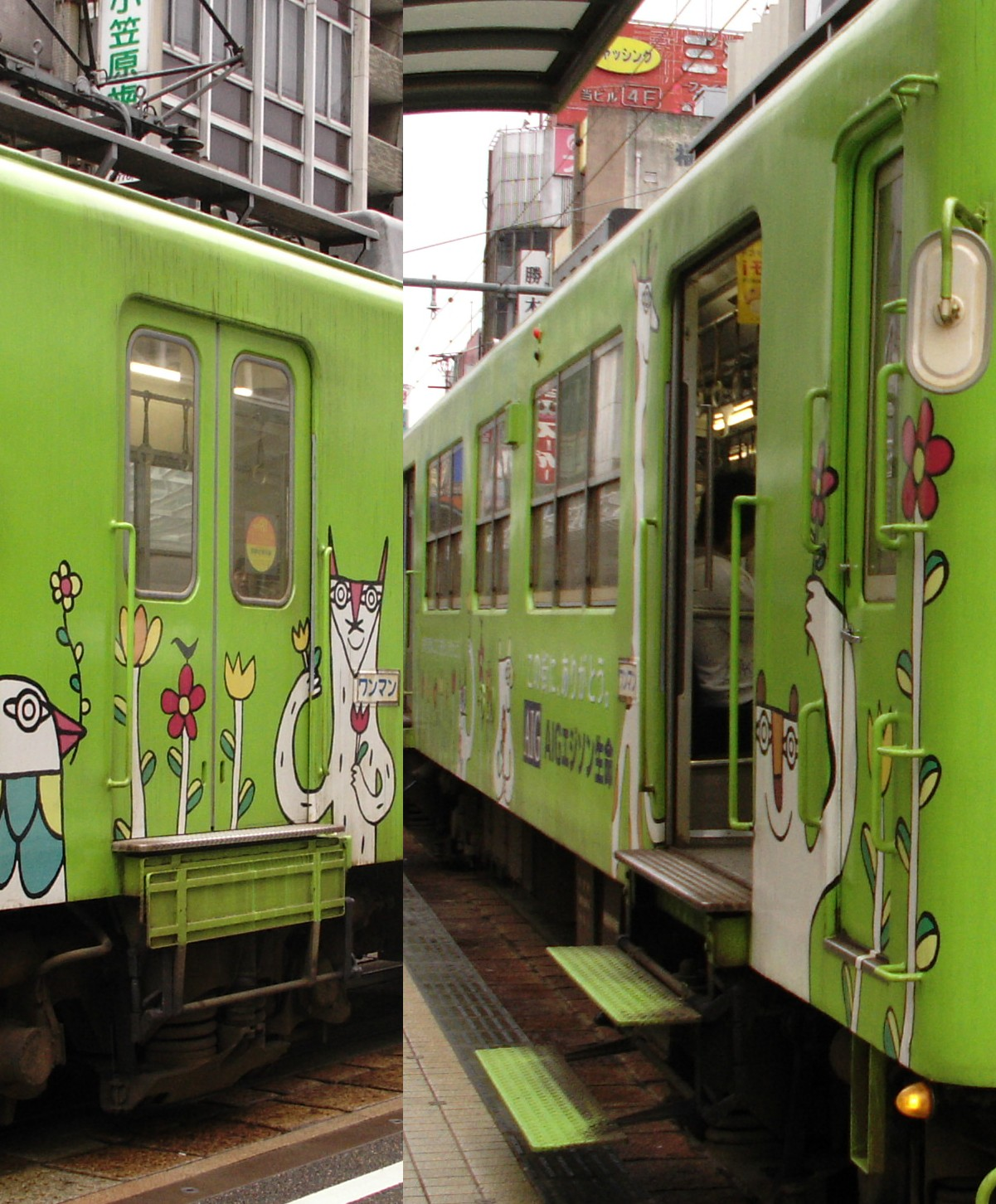
鐵路形車輛中會設有上落用梯級。左邊是關閉的狀態，右邊是開啟的狀態

福武線在2006年（平成18年）4月的行走車輛中，引入了轉讓自名古屋鐵道的電車，把大部分原來的車輛替換，后来在2013年（平成25年）3月又引入了自主研發的低地台形電車「F1000形」，該車輛設有愛稱「FUKURAM」。福井鐵道中設有鐵路線與軌道線，而FUKURAM是可以行走於兩個區間的電車，部分列车甚至可在田原町站駛入越前鐵道，這個特徴使F1000形在2014年獲得桂冠獎。
另外在引入F1000形的同時，為了吸引鐵路迷到訪，福井鐵道引入前德國司徒加特市電的車輛，該車輛在1990年至2000年之間在高知縣的土佐電氣鐵道（現土佐電交通）上行走，當時的型號為735形電車，當時電車在2000年以後暫停服務，保留在車廠內，後來福井鐵道把電車購入和改裝後投入服務，在福井鐵道的型號名稱為F10形，愛稱為「RETRAM」，車輛購入費用為200萬日圓，裝改費和輸送費合共7,600萬日圓，由縣在福井縣2013年度預算案中資助。
F10形在2014年3月29日舉行揭幕儀式，当时由於供電系統故障，只行走數十米便停下來，後來於4月12日重新開始行走，但在多次故障下，6月14日停止運行，9月6日再次重新行走，之后再一次發生故障，在9月8日至9月30日暫停服務，此后F10形只於春、秋季的星期六及假日行走。

#### 營業車輛
電車
- 770型 - 4列，來自名古屋鐵道
- 880型 - 5列，來自名古屋鐵道
- F1000型 - 4列（低地台車輛），愛稱: FUKURAM
- F2000型- 2022年5月24日，福井鐵道宣布，將引進新型電車福井鐵道F2000型電車，並於2023年3月27日投入運轉。
- 土佐電氣鐵道735系型電車（司徒加特電車GT4形電車） - 1列，前德國司徒加特市電電車→土佐電氣鐵道735形，愛稱:RETRAM

鐵路車輛
- 200型 - 1列，在2019年起暫停服務

#### 非營業車輛、作業用車輛
- DeKi1形（DeKi3）（日语：名鉄デキ110形電気機関車）
- DeWa10形（日语：福武電気鉄道デワ1形電車）
- D100形 （除雪專用柴油機車，與國鐵旋轉/羅素式除雪用軌道工程車MCR-4屬同型號）

另外，也有一部柴油軌道工程車。

#### 過去的車輛
有關鯖浦線、南越線車輛，參見各路線條目。
- 10形
1925年由日本車輛製造的車輛。只有11號1輛。會與鯖浦線40形MoHa42組成行走。由於MoHa42轉換為MoHa143-1，使此車輛暫停服務。在1985年引入300形後退役。
- 20形
1930年由日本車輛製造的車輛。當初只有1列，MoHa21、22共2架車輛。2輛固定編成。與10形同樣引入300形後退役。
- 80形（日语：福井鉄道80形電車）
- 120形（日语：福井鉄道120形電車）
- 140形（日语：福井鉄道140形電車）
- 160形（日语：福武電気鉄道デハ20形電車）
- 300形（日语：静岡鉄道300形電車）
- 500形（日语：武蔵中央電気鉄道1形電車）
- 510形
原本是北陸鐵道金澤市內線MoHa2060形，在路線廢止後轉讓給福井鐵道，共轉讓兩架車輛（MoHa511、512）。與500形一樣只行走軌道區間。後來在1969年退役。
- 560形（日语：北陸鉄道モハ2200形電車）
- 600形（日语：福井鉄道600形電車）
- 800形（日语：名鉄モ800形電車 (2代)）
2編成（部分低地台車輛），前名古屋鐵道車輛。在2018年度結束服務，在2019年3月再轉讓至豐橋鐵道[31]。
- DeKi2形（日语：福武電気鉄道デキ1形電気機関車）

#### 車輛數目的變遷
| 年         | 10形 | 20形 | 80形 | 120形 | 130形 | 140形 | 160形 | 200形 | 300形 | 560形 | 600形 | 610形 | 770形 | 800形 | 880形 | F1000形 | F10形 | 合計（空調車輛） |
| ---------- | ---- | ---- | ---- | ----- | ----- | ----- | ----- | ----- | ----- | ----- | ----- | ----- | ----- | ----- | ----- | ------- | ----- | ---------------- |
| 1982- 1985 | 1    | 2    | 4    | 4     | 2     | 6     | 2     | 6     |       |       |       |       |       |       |       |         |       | 27               |
| 1986       | 1    | 2    | 4    | 4     |       | 6     | 2     | 6     | 2     |       |       |       |       |       |       |         |       | 27(2)            |
| 1987       | 1    |      | 4    | 4     |       | 6     | 2     | 6     | 4     |       |       |       |       |       |       |         |       | 27(4)            |
| 1988       |      |      | 4    | 3     |       | 6     | 2     | 6     | 6     |       |       |       |       |       |       |         |       | 27(6)            |
| 1989       |      |      | 4    | 3     |       | 6     | 2     | 6     | 6     | 1     |       |       |       |       |       |         |       | 28(8)            |
| 1990       |      |      | 4    | 3     |       | 6     | 2     | 6     | 6     | 1     |       |       |       |       |       |         |       | 28(10)           |
| 1991       |      |      | 4    | 3     |       | 6     | 2     | 6     | 6     | 1     |       |       |       |       |       |         |       | 28(12)           |
| 1992       |      |      | 4    | 2     |       | 6     | 2     | 6     | 6     | 1     |       |       |       |       |       |         |       | 27(14)           |
| 1993- 1997 |      |      | 4    | 2     |       | 6     | 2     | 6     | 6     | 1     |       |       |       |       |       |         |       | 27(16)           |
| 1998       |      |      | 4    | 2     |       | 6     |       | 6     | 6     | 1     | 1     |       |       |       |       |         |       | 26(17)           |
| 1999       |      |      | 4    | 2     |       | 4     |       | 6     | 6     | 1     | 2     |       |       |       |       |         |       | 25(18)           |
| 2000- 2005 |      |      | 4    | 2     |       | 2     |       | 6     | 6     | 1     | 2     | 2     |       |       |       |         |       | 25(20)           |
| 2006       |      |      | 4    | 2     |       | 2     |       | 6     | 6     | 1     | 2     | 2     | 8     | 2     | 10    |         |       | 45(40)           |
| 2007- 2011 |      |      |      |       |       |       |       | 6     |       |       | 2     | 2     | 8     | 2     | 10    |         |       | 30(30)           |
| 2012       |      |      |      |       |       |       |       | 3     |       |       | 2     | 1     | 8     | 2     | 10    |         |       | 26(26)           |
| 2013       |      |      |      |       |       |       |       | 3     |       |       | 1     | 1     | 8     | 2     | 10    | 1       |       | 28(28)           |
| 2014       |      |      |      |       |       |       |       | 3     |       |       | 1     | 1     | 8     | 2     | 10    | 1       | 1     | 27(26)           |
| 2015       |      |      |      |       |       |       |       | 1     |       |       | 1     | 1     | 8     | 2     | 10    | 2       | 1     | 26(25)           |
| 2016       |      |      |      |       |       |       |       | 1     |       |       | 1     | 1     | 8     | 2     | 10    | 4       | 1     | 28(27)           |
| 2017- 2018 |      |      |      |       |       |       |       | 1     |       |       | 1     |       | 8     | 2     | 10    | 4       | 1     | 27(26)           |
| 2019- 2020 |      |      |      |       |       |       |       | 1     |       |       |       |       | 8     |       | 10    | 4       | 1     | 24(23)           |

- 1982、83年的截止日為1月1日，1984年至2011年之間的截止日為4月1日，2012年以後的截止日為12月31日
- 參考資料：《私鐵車輛編成表》各年版（JRR，2011年前）和《路面電車年鑑》各年版（伊卡洛斯出版，2012年起）

## 注腳
1. 1 2  清水 2016，第18頁.
2. 1 2 3 4 5 6 7 8 9  第105期證券報告
3. ↑  朝日 2011，第12頁.
4. ↑  清水 2016，第32頁.
5. 1 2  清水 2016，第33頁.
6. 1 2  清水 2016，第47頁.
7. ↑  清水 2016，第45頁.
8. 1 2 3 4 5  バスマガジン 2021，第48頁.
9. ↑  朝日 2011，第13頁.
10. ↑  . 產經WEST. 2016-03-27  [2019-02-14]. （原始内容存档于2019-12-25） （日语）.
11. ↑  . 福井新聞ONLINE. 福井新聞社. 2016-03-28  [2021-03-11]. （原始内容存档于2016-09-07） （日语）.
12. ↑  . MyNavi新聞. MyNavi. 2016-03-27  [2021-03-11]. （原始内容存档于2021-10-19） （日语）.
13. 1 2   (新闻稿). ヤマト運輸・福井鉄道. 2018-08-08  [2019-08-16]. （原始内容存档于2021-09-25） （日语）.
14. 1 2  . 產經新聞. 2018-08-09  [2019-08-16]. （原始内容存档于2019-12-25） （日语）.
15. ↑   (PDF) (新闻稿). 福井銀行・福井新聞社. 2019-11-05  [2020-05-23]. （原始内容存档 (PDF)于2022-01-28） （日语）.
16. ↑   (新闻稿). 東芝インフラシステムズ. 2019-11-05  [2020-05-23]. （原始内容存档于2020-10-17） （日语）.
17. ↑  . レスポンス. イード. 2019-11-06  [2020-05-23]. （原始内容存档于2020-10-17） （日语）.
18. ↑  えちぜん鉄道、福井鉄道がイコカやSuica導入　交通系ICカードでキャッシュレス決済へ、2025年春開始予定，福井新聞，2023年2月8日。
19. ↑  バスマガジン 2021，第61頁.
20. ↑  . 福井新聞ONLINE. 福井新聞社. 2013-03-31  [2021-03-11]. （原始内容存档于2013-09-20） （日语）.
21. ↑  【電車】　新型車両営業開始予定日の決定及び愛称名・ロゴデザインの募集について 2013.2.20 （页面存档备份，存于）（日語） - 福井鉄道公式Web 2013年2月24日參閲
22. ↑  「相互乗り入れへ、習熟運転を開始　福鉄・えち鉄　／福井県」《朝日新聞》朝刊，2016年3月19日，P28
23. ↑  ブルーリボン・ローレル賞選定車両」 （页面存档备份，存于）（日語） - 鐵道友之會
24. ↑  . 福井新聞. 2013-02-28  [2021-05-05]. （原始内容存档于2013-09-06） （日语）.
25. ↑  「ドイツ製車両、出発進行　福井鉄道、土日祝日に運行　／福井県」《朝日新聞》朝刊，2014年4月13日，P34
26. ↑  . 福井鉄道株式会社. 2022-05-24  [2025-05-06]. （原始内容存档于2025-05-06） （日语）.
27. ↑  . マイナビニュース. 2022-09-30  [2025-05-06]. （原始内容存档于2022-10-08） （日语）.
28. ↑  . TBS NEWS DIG. 2023-02-25  [2025-05-06]. （原始内容存档于2025-05-06） （日语）.
29. ↑  . 東洋経済新報社. 2023-03-01  [2025-05-06]. （原始内容存档于2025-05-06） （日语）.
30. ↑  . 朝日新聞社. 2023-03-03  [2025-05-06]. （原始内容存档于2025-05-06） （日语）.
31. 1 2  . 伊卡洛斯出版. : 65. ISBN 978-4-8022-0785-0 （日语）.

## 外部連結
- 福井鉄道官方網站 （页面存档备份，存于）（日語）
- 福井鐵道 電車行走資訊的X（前Twitter）（日語）
- 福井鐵道巴士行走資訊的X（前Twitter）（日語）
- YouTube上的福井鐵道官方頻道頻道